# Soundpedia
Soundpedia é uma rádio via internet e comunidade musical criada em 2006. Hospedada em Singapura, proporciona a audição gratuita, sem ferir os direitos autorais. Sua vasta coleção de discos e artistas e facilidade de acesso são usufruidos por mais de 1 milhão de usuários.